# Première Ligue de Soccer du Québec 2020
La Première Ligue de Soccer du Québec 2020 è stata l'ottava edizione della Première Ligue de Soccer du Québec. L'inizio della stagione, dopo un rinvio dovuto alla pandemia di COVID-19 del 2020, è avvenuto il 1 agosto 2020, il termine sarebbe dovuto avvenire il 3 ottobre ma un'ulteriore peggioramento della situazione sanitaria ha portato all'interruzione definitiva del campionato il 27 settembre. Rispetto alla stagione precedente si sono ritirate Dynamo de Québec e Gatineau, mentre si sono iscritte Celtix du Haut-Richelieu e Ottawa South United.

## Formula
Delle nove squadre iscritte alla lega, tre hanno ottenuto di non partecipare all'edizione 2020 del campionato a causa dell'emergenza dovuta al COVID-19. Le restanti 6 squadre avrebbero dovuto incontrarsi in un girone all'italiana di andata e ritorno, ma il 27 settembre 2020 il campionato è stato interrotto e la classifica finale è stata determinata dalla media punti.

## Partecipanti
Lanaudière, Monteuil e Mont-Royal Outremont non partecipano.
| Squadra                  | Città                    | Regione     | Stadio                    |
| ------------------------ | ------------------------ | ----------- | ------------------------- |
| Blainville               | Blainville               | Laurentides | Stade du Parc Blainville  |
| Celtix du Haut-Richelieu | Saint-Jean-sur-Richelieu | Montérégie  | Stade Alphonse-Desjardins |
| Fabrose                  | Laval                    | Laval       | Parc Cartier              |
| Longueuil                | Longueuil                | Montérégie  | Centre Multi Sport 1      |
| Ottawa South Utd         | Ottawa                   | -           | MNP Stadium               |
| St-Hubert                | Longueuil                | Montérégie  | Parc Rosanne-Laflamme     |

## Classifica
Aggiornato al 27 settembre 2020.
|  | Pos. | Squadra                  | MPt   | Pt | G | V | N | P | GF | GS | DR  |
|  | ---- | ------------------------ | ----- | -- | - | - | - | - | -- | -- | --- |
|  | 1.   | Blainville               | 2,374 | 19 | 8 | 6 | 1 | 1 | 21 | 8  | +13 |
|  | 2.   | Ottawa South Utd         | 2,000 | 14 | 7 | 4 | 2 | 1 | 17 | 9  | +8  |
|  | 3.   | Celtix du Haut-Richelieu | 1,500 | 12 | 8 | 4 | 0 | 4 | 10 | 14 | -4  |
|  | 4.   | St-Hubert                | 1,250 | 10 | 8 | 3 | 1 | 4 | 16 | 22 | -6  |
|  | 5.   | Longueuil                | 0,857 | 6  | 7 | 2 | 0 | 5 | 8  | 12 | -4  |
|  | 6.   | Fabrose                  | 0,500 | 3  | 6 | 1 | 0 | 5 | 8  | 15 | -7  |

## Risultati
|                          | BLA  | CHR  | FAB  | LON  | OSU  | SHU  |
| ------------------------ | ---- | ---- | ---- | ---- | ---- | ---- |
| Blainville               | –––– | 3-0  | 1-2  | 3-1  | 3-2  | Ann. |
| Celtix du Haut-Richelieu | 0-2  | –––– | 3-2  | 1-0  | Ann. | 3-1  |
| Fabrose                  | Ann. | 1-2  | –––– | 0-2  | 1-2  | 2-3  |
| Longueuil                | 1-3  | Ann. | Ann. | –––– | 1-2  | 2-3  |
| Ottawa South United      | 1-1  | 2-0  | Ann. | Ann. | –––– | 6-1  |
| St-Hubert                | 1-5  | 3-1  | Ann. | 0-1  | 2-2  | –––– |

## Statistiche

### Squadre

#### Capoliste solitarie
|            | ——         | ——        | ——     | ——         | ——         | ——         | ——         | ——         | —— |  |
| Blainville | Blainville | St-Hubert | Celtix | Blainville | Blainville | Blainville | Blainville | Blainville |    |  |
|            |            |           |        |            |            |            |            |            |    |  |
|            |            |           |        |            |            |            |            |            |    |  |
| 1ª         | 2ª         | 3ª        | 4ª     | 5ª         | 6ª         | 7ª         | 8ª         | 9ª         |    |  |

#### Primati stagionali
Aggiornati al 27 settembre 2020.
Squadre
- Maggior numero di vittorie: Blainville (6)
- Maggior numero di pareggi: Ottawa South Utd (2)
- Maggior numero di sconfitte: Longueuil, Fabrose (5)
- Minor numero di vittorie: Fabrose (1)
- Minor numero di pareggi: Celtix, Fabrose, Longueil (0)
- Minor numero di sconfitte: Blainville, Ottawa South Utd (1)
- Miglior attacco: Blainville (21 gol fatti)
- Peggior attacco: Fabrose, Longueil (8 gol fatto)
- Miglior difesa: Blainville (8 gol subiti)
- Peggior difesa: St-Hubert (22 gol subiti)
- Miglior differenza reti: Blainville (+13)
- Peggior differenza reti: Fabrose (-7)

### Individuali

#### Classifica marcatori
| Gol | Rigori |  | Giocatore            | Squadra                  |
| --- | ------ |  | -------------------- | ------------------------ |
| 8   |        |  | Samuel Salter        | Blainville               |
| 7   |        |  | Stefan Karajovanovic | Ottawa South Utd         |
| 5   |        |  | Charles-David Martel | St-Hubert                |
| 5   |        |  | Corentin Artaillou   | Celtix du Haut-Richelieu |
| 4   |        |  | Gabriel Bitar        | Ottawa South Utd         |